# Palo (religia)
Palo, inne nazwy: Las Reglas de Congo, Palo Monte, Palo Mayombe, Brillumba, Kimbisa to religia afroamerykańska z Kuby. Praktykowana także głównie przez emigrantów kubańskich w USA, Wenezueli, Kolumbii i Portoryko. Nazwa palo oznacza w języku hiszpańskim "patyk" (jako przedmiot święty). Wyznawcy "Palo" nazywani są: Paleros lub Nganguleros i łączą się w klany tzw. "rodziny". Liczba wyznawców nie jest znana z powodu praktykowania kultu przeważnie w tajemnicy (przypuszczalnie ponad połowa ludności Kuby to "Paleros").

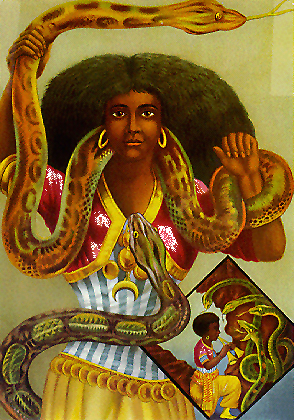
Bogini Mà Lango

## Pochodzenie
Palo to religia przyniesiona wraz z niewolnikami z Konga na Kubę w XVI-XIX wiekach. Wpływ katolicyzmu był tylko powierzchowny, tzn. ograniczył się do kultu figur, obrazów i symboli katolickich, które reprezentowały jednak bóstwa Palo. Większy wpływ wywarł w XIX wieku spirytyzm. Język liturgiczny stanowi mieszaninę hiszpańskiego i kikongo. W XX wieku Palo zyskała wyznawców także wśród osób pochodzenia europejskiego.

## Doktryna
- kult sił natury i duchów
- kult bogów "Mpungu" i najwyższego boga "Nzambi"
- naturalne przedmioty nganga (np. patyki) obdarzone są "mocą duchów"; święte przedmioty nkisi mają "moc bogów"
- istnieją 3 rodzaje duchów zmarłych: Nfuri (duchy wędrujące), Bakalu (duchy przodków) i Nfumbe (duchy anonimowe).

### Bogowie
- najwyższy bóg w 2 osobach: stworzyciela świata Nzambi i Lungombe – odpowiednika diabła
- Kobayende król umarłych i chorób (pod postacią Łazarza)
- Mariguanda strażnik granicy między życiem i śmiercią (pod postacią św. Teresy)
- Gurunfinda bóg lasów i ziół
- Nkuyu bóg dróg i podróży (pod postacią św. Antoniego)
- Má Lango bogini wody i płodności
- Chola Wengue bogini bogactwa
- Kimbabula bóg wróżb i wiatru (pod postacią św. Franciszka)
- Watariamba bóg wojny i polowania (pod postacią Jana Chrzciciela)
- Nsasi bóg piorunów i ognia (pod postacią św. Barbary)
- Ma Kengue bóg wiedzy i sprawiedliwości
- Sarabanda bóg pracy i siły (pod postacią św. Piotra)

## Rytuał
Odprawiany jest przy ołtarzu nganga lub prenda. Znajduje się na nim święte naczynie z ziemią, patyki palos, kości lub szczątki ludzkie i inne przedmioty magiczne. Ceremoniami zawsze kieruje duch zmarłego muerto za pośrednictwem kapłana. Ważną częścią są wróżby chamalongo lub vititi mensu. Podobnie jak w spirytyzmie, wzywa się duchy zmarłych, aby udzieliły rad i pomocy.
Odmiana palo zwana "Palo Christiano" czci wyobrażenia świętych katolickich i krzyże, podczas gdy "Palo Judio" odrzuca chrześcijańską tradycję.